# Carora
Carora è una città venezuelana situata nello stato del Lara sulle rive del fiume Morere Carora, un affluente del Tocuyo. Sorge a sud della città di Barquisimeto e, stando al censimento del 2007, ha una popolazione stimata di circa 97 000 abitanti
Fu fondata nel 1569 da Juan de Tejo, ma a causa dei continui attacchi da parte delle popolazioni native fu ben presto abbandonata per essere rifondata tre anni più tardi, nel 1572, da Juan de Salamanca. In epoca coloniale visse periodi di notevole prosperità raggiungendo una popolazione di 10 000 abitanti.
Fin dal 1911 l'attività prevalente nei dintorni è l'allevamento di cavalli, muli ma anche di bovini; notevole la produzione di latte e derivati. Fra gli articoli di esportazione si annoverano cuoio e pellami vari, gomma e prodotti forestali.
Fin dall'inizio degli anni novanta del Novecento è stata introdotta in zona la cultura della vite, che però non è mai riuscita a decollare.
Il centro storico presenta, ancor oggi, vie a scacchiera e costruzioni in stile coloniale colorate con tinte varie. Fra queste ultime meritano una particolare menzione la Casa amarilla, edificio civile del XVII secolo oggi trasformato in biblioteca, la chiesa settecentesca di San Juan Bautista, costruita su progetto ?, e la capilla de San Dionisio, edificata negli anni quaranta del XVIII secolo.